# Bob Donaldson
Robert "Bob" Donaldson (sinh 27 tháng 8 năm 1868 - mất 28 tháng năm 1947) là một tiền đạo bóng đá người Scotland. Ông từng chơi cho các câu lạc bộ Airdrieonians và Blackburn Rovers trước khi chuyển tới Newton Heath vào năm 1892. Ông là một trong những tay săn bàn vĩ đại nhất của Newton Heath với 66 bàn thắng trong 155 trận. Bàn thắng đầu tiên trong số 66 bàn kể trên được ghi trước chính câu lạc bộ cũ Blackburn Rovers vào ngày 3 tháng 9 năm 1892 và cũng là bàn thắng đầu tiên của câu lạc bộ tại giải vô địch quốc gia. Tuy nhiên, chỉ hai mùa giải sau Newton Heath phải xuống chơi ở giải Hạng hai, nơi Donaldson thi đấu cho tới khi giải nghệ vào năm 1897.